# Thorkild Ramskou
Thorkild Louison Ramskou (25. juli 1915 i Nyborg – 25. april 1985) var en dansk inspektør ved Nationalmuseets afdeling for Danmarks Oldtid, arkæolog og forfatter. Han ledede flere store udgravninger, – bl.a. Lindholm Høje og Ravningbroen og har skrevet artikler og bøger blandt andet om vikingetiden. 
Han er søn af af telegrafkontrollør Christian Marcus Ramskou (død 1938) og hustru Susanne f. Louison; gift 27/6 1945 m. Birthe R. f. Dreiøe, f. 28/11 1913.
1933 blev han student fra Ålborg Katedralskole, mag. art. (forhist. arkæologi) 1946, assistent ved Nationalmuseet I afd. 1946, museumsinspektør samme sted i 1962 og fra 1963 – 1972
sekretær for Det kongelige Nordiske Oldskriftselskab.
Thorkild Ramskou er en af de få arkæologer i Danmark, som seriøst har interesseret sig for arkæoastronomi. 

## Ekstern henvisning
- Bøger af Ramskou

## Bøger af Thorkild Ramskou
- Himmerlands oldtidsminder – København – 1947
- Politikens Danmarkshistorie – Bind 2: Normannertiden. 600-1060, Politiken – 1962
- Arkæologi som hobby – Stig Vendelkærs Forlag – 1964
- Himmerlands oldtidsminder – København – 1947
- Vikingetidens internationale handelsby – Munksgaard – 1964
- Træ er Tradition – Træbranchens Oplysningsråd – 1964
- Sådan levede vi – Stig Vendelkærs Forlag – 1965
- Solstenen – Rhodos – 1969
- Den gastronomiske arkæolog på udgravning – Nationalmuseet – 1971
- Stegt og kogt i Danmarks oldtid – Gyldendal – 1974
- Lindholm Høje Gravpladsen – Nordiske Fortidsminder – in quarto. Bind 2. Udgivet af Det kgl. nordiske Oldskriftselskab – 1976.
- Vikingerne som ingeniører – Rhodos – 1981
- Vikingernes handel – Rhodos – 1985

|  | Artiklen om Thorkild Ramskou kan blive bedre, hvis der indsættes et (bedre) billede Du kan hjælpe ved at afsøge Wikimedia Commons for et passende billede eller uploade et godt billede til Wikimedia Commons iht. de tilladte licenser og indsætte det i artiklen. |